# 塔拉西夫卡 (莫納斯特里謝區)
49°13′14″N 29°44′5″E / 49.22056°N 29.73472°E
塔拉西夫卡（烏克蘭語：Тарасівка）是位於烏克蘭中部的村莊，由切爾卡瑟州烏曼區的莫納斯蒂里什切市鎮負責管轄。該村處於羅茲索胡瓦塔河畔，海拔高度248米，2001年人口117。